# Scaptotrigona luteipennis
Scaptotrigona luteipennis är en biart som först beskrevs av Heinrich Friese 1901.  Scaptotrigona luteipennis ingår i släktet Scaptotrigona, och familjen långtungebin. Inga underarter finns listade.

## Beskrivning
Arten är stor för att vara ett gaddlöst bi, med en kroppslängd omkring 6 mm, och är bred och robust med en kort bakkropp. Kroppen är mörk, medan vingarna är tydligt orangefärgade.

## Ekologi
Släktet Scaptotrigona tillhör de gaddlösa bina, ett tribus (Meliponini) av sociala bin som saknar fungerande gadd. De har dock kraftiga käkar, och kan bitas ordentligt. Boet skyddas aggressivt av arbetarna.

## Utbredning
Utbredningsområdet omfattar södra Mexiko (delstaten Chiapas), Costa Rica, El Salvador och Panama